# 郭镇 (明朝)
郭镇（1372年—1399年），字彦鼎，明朝武定侯郭英庶长子。
郭镇是郭英的庶长子，母何氏。洪武二十二年（1389年），郭镇尚明太祖女永嘉公主。建文元年（1399年）正月逝世。同年四月，安葬于南京应天府聚宝山。
郭英因早逝未能承袭武定侯爵位。日后，妻子永嘉公主为两人的儿子郭珍与郭聪争夺武定侯爵位。最终，他的孙子郭昌获封武定侯。

## 墓志铭
方孝孺所撰《驸马都尉郭公圹志》，来源：《逊志斋集·卷二二》，第758页:58。全文如下：
公讳镇，字彦鼎，姓郭氏，世凤阳临淮县人，父英以才勇善战，从太祖高皇帝定天下，时名将。赐号开国辅运推诚宣力武臣元勋柱国，封武定侯，夫人马氏。公何氏出，高祖讳山甫，曾祖讳聚，以侯贵皆追封武定侯，祖妣卓氏，曾祖妣赵氏皆封武定侯夫人，公故大家伯父子兴以军功封巩昌侯，追封陕国公谥宣武，而姑氏复高皇帝妃，公以勋戚子弟，资貌絜修仪正详，谨朝谒之际上属目班行，独心喜焉。洪武二十二年遂选尚永嘉公主，赐金玉带、鞍马、金绣衣九袭，拜驸马都尉，岁食禄二千石，时年甫十七，好学工诗熟于礼，度每命练兵综事于外，恭勤不懈中外称之。三十一年闰五月高皇帝崩，今天子即位，复命赏辽东兵事，巳而还中途疾作，至京师不能朝，诏国医视之，卒弗愈，以元年正月薨于赐第，年二十有八，事闻，天子辍正朝三日，敛及葬皆遣官祭，诸王亦遣祭，奠子三人，曰蘭、蕙、荃，皆上所赐名，以是年四月十五日葬于应天府聚宝山，丧葬之具一给于官，不以烦其家。呜呼，公父成功于先，而公嗣其富贵以承恩宠能恪恭于位，令闻有称可谓贤矣，生不永年，无以竟其志，岂非惜哉，且着始终纳诸幽堂，庶后之人莫敢坏伤。

## 子女
方孝孺所撰墓志称“子三人，曰蘭、蕙、荃，皆上所赐名”。郭良辑，郭勋续辑《毓庆勋懿集》收录此文时，改为“子三人，曰蘭、蕙、荃，皆早卒；曰虺能，上所赐名”。同时，《毓庆勋懿集》收录、郭良请求丘濬撰写的《驸马都尉郭公墓表》，称“先三子，曰蘭、蕙、荃，皆夭，惟一子曰虺能，太祖高皇帝所赐之名也。长，更名曰珍，[……]以奉养其母永嘉公主焉”。当代研究者认为因争夺武定侯爵位的缘故，郭镇与永嘉公主唯一成年的儿子郭珍（小字虺能）在他的墓志和郭英神道碑中被刻意隐去。而郭蘭、郭蕙、郭荃名字偏旁从草字頭，与郭英神道碑记载的28名孙子名字皆从玉字旁的区别，亦无法解释:58。
- 郭蘭
- 郭蕙
- 郭荃
- 郭珍